# محمد إبراهيم خليل
محمد إبراهيم خليل (1930 - 2024) قانوني وسياسي سوداني، تولي رئاسة الجمعية التأسيسية السودانية أثناء "الحكم الديمقراطي" 1987-1989، ورئاسة مفوضية استفتاء جنوب السودان 2011.

## المولد والنشأة
ولد محمد إبراهيم خليل في ثلاثينيات القرن الماضي، في أم درمان بالسودان، تلقي تعليمه الجامعي بجامعة الخرطوم كلية القانون.

## الوظائف والمسؤليات
تقلد محمد خليل أول عميد لكلية الحقوق في جامعة الخرطوم بعد استقلال السودان عام 1956، كما عمل في المحاماة والسلك الدبلوماسي.
كان محمد خليل عضوا في المكتب السياسي لحزب الأمة القومي بزعامة الصادق المهدي، وعُيِّن وزيرا للخارجية في أول حكومة منتخبة بعد ثورة أكتوبر/تشرين الأول 1964 من حزب الأمة، كما شغل في وقت لاحق منصب وزير العدل.
بعد انقلاب جعفر النميري، هاجر خليل إلى دولة الكويت وعمل مستشارا لصندوق النقد الدولي، عاد إلى السودان إثر سقوط حكومة جعفر النميري وتولى رئاسة الجمعية التأسيسية البرلمان.
في يونيو 2011 تم تعينة بواسطة الرئيس عمر البشير بعد موافقة البرلمان رئيساً لمفوضية استفتاء تقرير المصير لجنوب السودان وفق استحاقات اتفاقية نيفاشا للسلام الشامل الموقعة بين الحكومة السودانية والحركة الشعبية لتحرير السودان في 2005.

## وفاته
في 10 ديسمبر 2024 أعلنت اسرته وفاته بمدينة فرجينيا بالولايات المتحدة الأمريكية إثر علة لم تمهله طويلا، كما نعانه مجلس السيادة الإنتقالي السوداني
وكذلك جامعة الخرطوم.